# Charles Hesterman Merz
Charles Hesterman Merz (Gateshead, 5 ottobre 1874 – 14 ottobre 1940) è stato un ingegnere britannico che ha aperto la strada all'uso della distribuzione di alimentazione CA trifase ad alta tensione nel Regno Unito, costruendo un sistema nel nord-est dell'Inghilterra all'inizio 20º secolo che divenne il modello per la National Grid del paese.

## Biografia
Merz era il figlio maggiore del chimico industriale John Theodore Merz (un quacchero tedesco) e di Alice Mary Richardson, sorella di John Wigham Richardson, il costruttore navale di Tyneside. Nacque a Gateshead e frequentò la Bootham School  di York. Ha frequentato l'Armstrong College di Newcastle, dove suo padre era un docente part-time.
In seguito iniziò un apprendistato presso la Newcastle Electric Supply Company (NESCo), fondata da suo padre, nel 1889. Nel 1898 Merz divenne il primo segretario e ingegnere capo della Cork Electric Tramways and Lighting Company a Cork, in Irlanda. Nel 1899 Merz fondò una società di consulenza che, con l'arrivo di William McLellan nel 1902, divenne Merz & McLellan . Merz e McLellan avevano lavorato insieme per la prima volta a Cork. Il suo prossimo grande progetto fu la Neptune Bank Power Station a Wallsend vicino a Newcastle. Fu il primo sistema di alimentazione elettrica trifase in Gran Bretagna e fu aperto da Lord Kelvin il 18 giugno 1901. Nello stesso anno ha girato gli Stati Uniti e il Canada. Insieme a Bernard Price, ha sviluppato e brevettato una delle prime forme di protezione automatica della rete. Questo sistema ebbe successo e divenne noto come il sistema Merz-Price. Quando a Price successe Philip Vassar Hunter, Merz lavorò con lui per sviluppare una versione migliorata che divenne nota come il sistema Merz-Hunter. Era conosciuto affettuosamente nell'industria elettrica come il "Re della rete".
È stato consulente di una società tranviaria locale per l'elettrificazione delle loro rotte trainate da cavalli e, successivamente, delle linee locali di Tyneside della North Eastern Railway, pioniere dell'elettrificazione delle linee ferroviarie britanniche, i cui impianti elettrici furono accesi nel 1904. Così come le linee dei pendolari. Queste includevano una linea di trasporto merci di 1.21 km (0.75 mi) con locomotiva elettrica ES1 .
Nel 1905 tentò per la prima volta di influenzare il Parlamento per unificare la varietà di voltaggi e frequenze nell'industria della fornitura di energia elettrica del paese, ma fu solo durante la prima guerra mondiale che il Parlamento iniziò a prendere sul serio questa idea, nominandolo poi capo di una commissione parlamentare per affrontare il problema. Nella stessa guerra fu nominato Direttore degli Esperimenti e della Ricerca nel Board of Invention and Research nomina che portò a mettere in discussione la sua nazionalità alla Camera dei Comuni.
Tra il 1907 e il 1913 Merz fu assunto da Thomas James Tait per elettrificare il sistema ferroviario di Melbourne, in Australia. Il nuovo sistema entrò in funzione nel 1919, dopo la prima guerra mondiale.
Dal 1912 al 1915 fu Vicepresidente dell'Istituto degli Ingegneri Elettrici.
Nel 1916 Merz osservò che il Regno Unito poteva sfruttare le sue piccole dimensioni a proprio vantaggio, creando una fitta rete di distribuzione per alimentare in modo efficiente le sue industrie. Le sue scoperte portarono al Rapporto Williamson del 1918, che a sua volta creò l'Electricity Supply Bill del 1919. Il disegno di legge è stato il primo passo verso un sistema integrato. Sedette anche nel Weir Committee, che produsse il più significativo Electricity (Supply) Act del 1926, che portò alla creazione della National Grid .
Il sistema di Merz funzionava a 40 hertz e 20.000 volt, ma fu costretto a passare ai 50 hertz per adattarsi al sistema europeo.
Merz ha ricevuto la Medaglia Faraday nel 1931, è stato premiato con un dottorato in scienze (D.Sc) onorario dall'Università di Durham nel 1932 ed è stato membro dell'Institution of Civil Engineers e dell'American Institution of Electrical Engineers.
Merz scrisse le sue memorie nel 1934.
Nel 1940 Merz progettò l'attrezzatura di guida elettrica per il carro armato TOG 1. Nello stesso anno, all'età di 66 anni, fu ucciso durante un bombardamento aereo, con i suoi due figli, nella loro casa al 14 di Melbury Road, Kensington, Londra, da una bomba tedesca.

## Eredità
La Facoltà di Ingegneria dell'Università di Cambridge gestisce un fondo che porta il nome di Charles Hesterman Merz.
Il campus dell'Università di Newcastle comprende un edificio chiamato Merz Court aperto nel 1965. L'edificio ospita strutture di ingegneria elettrica, elettronica e chimica.
Una targa commemorativa è stata svelata nella sua ex casa di Gosforth, Newcastle Upon Tyne nel 2013.